# 茄苳湖山

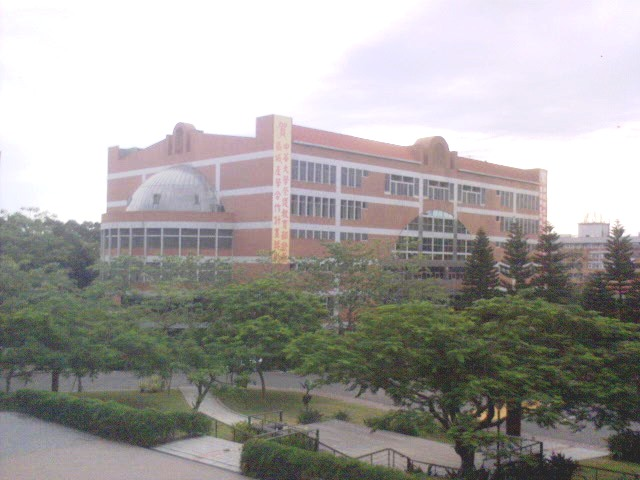
位於茄苳湖山上的中華大學建築

茄苳湖山，又以閩南語稱為大哭腳山或大吼腳山，位於臺灣新竹市市郊，為竹東丘陵西部的平緩山巒，蜿蜒起伏環繞於茄苳湖小盆地四周，最高峰118公尺，面積廣達數十公頃。
茄苳湖山山勢平緩，四周山頭林立，北依獅頭山，西臨永春亡山，東面印斗山。山中有一個較低窪的地形，該盆地往昔曾有重陽木茂生，故名茄苳湖。由於冬季時盛行風在山麓谷地迴旋怒號，所以又稱為大哭腳山、大喊腳山。茄苳湖山為粟仔坑溪、南坑、韮菜坑溪的源頭，亦是三姓公溪水系與鹽港溪水系的分水嶺。
中華大學位於茄苳湖山上，中華大學北方的山嶺上有一座三等三角點。